# Bauhinia campanulata
Bauhinia campanulata är en ärtväxtart som beskrevs av Supee Saksuwan Larsen. Bauhinia campanulata ingår i släktet Bauhinia och familjen ärtväxter. Inga underarter finns listade i Catalogue of Life.